# Strålben
| Höger strålben, ventral respektive dorsal vy. |  | Höger strålben, ventral respektive dorsal vy. |
| Höger strålben, ventral respektive dorsal vy. |  |                                               |

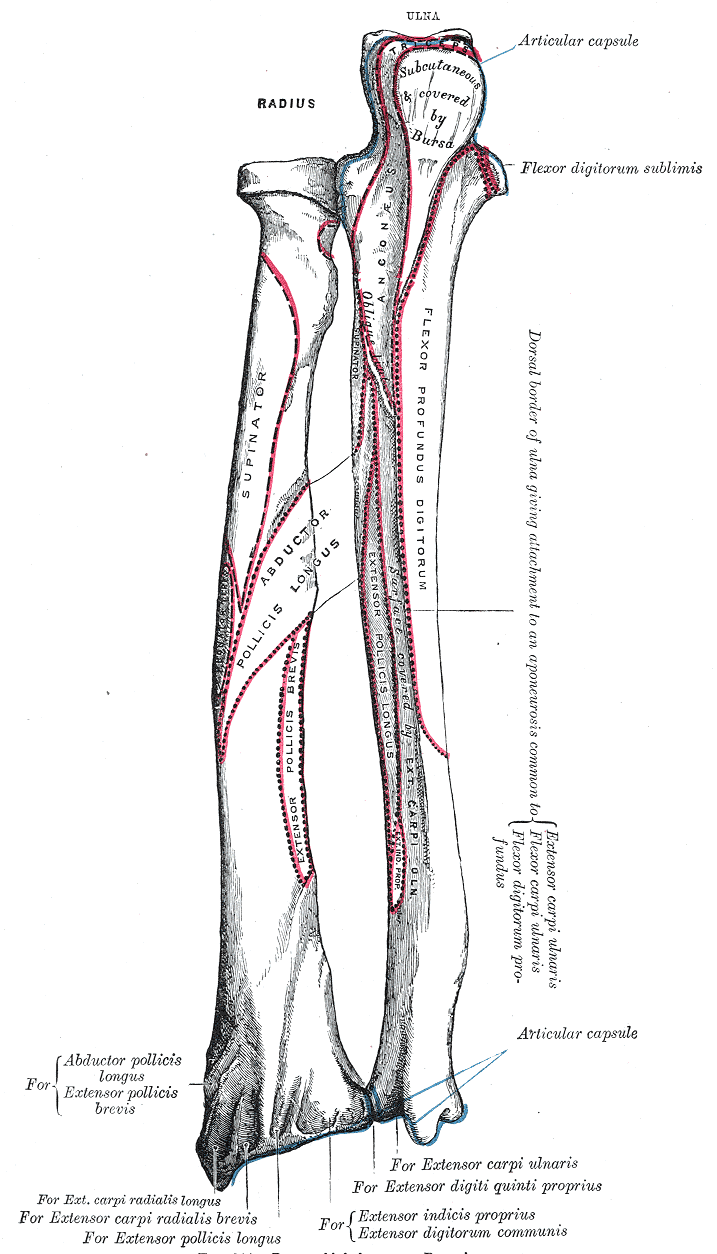
Vänster strålben och armbågsben sedda bakifrån (dorsalt) med den proximala änden (mot armbågen) uppåt och den distala (mot handleden) nedåt.

Strålbenets placering i armen

Strålben, spolben (latin: radius) är, i människans skelett, tillsammans med armbågsbenet (ulna) ett av benen i underarmen. Strålbenet ledar i armbågsleden (art. cubiti) både till överarmsbenet (humerus) och till armbågsbenet. I handleden (art. radiocarpea) ledar strålbenet till handloven (carpus) och till armbågsbenet.
Strålbenet sitter lateralt om armbågsbenet, mellan armbågen och tummen, och är mindre och kortare än armbågsbenet. Dess distala (yttre) ände utgör större delen av handleden men dess proximala utgör en mindre del av armbågsleden.

## Proximala extremiteten
Strålbenets proximala ände består av ett huvud (caput radii), en hals (collum radii) och en tuberkel (tuberositas radii). 
Huvudet har formen av en cylinder. I dess övre yta finns en grund fördjupning som ledar mot överarmsbenets "lilla huvud" (capitulum humeri). Sidorna på huvudet (circumferentia articularis radii) är släta och ledar medialt mot armbågsbenet (incisura radialis).
Halsen är slät och rund. På dess baksida finns en ås där delar av m. supinator har sitt fäste.
Medialt nedanför nacken finns en tuberkel. Vid dess grova baksida fäster m. biceps brachii och på dess släta framsida finns en bursa som avskiljer muskelsenan från benet.

## Skaftet
Strålbenets skaft (corpus radii) har en prismatisk form och består av tre kanter (margo volaris, dorsalis och interossea) och tre ytor (facies volaris, dorsalis och lateralis). Skaftet är smalare upptill än nedtill och lätt krökt. Lateralt är det konvext.

### Kanter
Den främre kanten (margo volaris) avskiljer den volara från den laterala ytan. Kanten sträcker sig från tuberklens nedre del ned till processus styloideus främre del.
- margo dorsalis
- margo interossea

### Ytor
- facies volaris
- facies dorsalis
- facies lateralis

## Distala extremiteten
Strålbenets distala ände är stor och har en kvadratisk form. Här finns två ledytor; en medialt som ledar mot armbågsbenet och en distalt för carpus.
Processus styloideus radii' är ett griffelutskott, smalt, spetsigt stiftliknande utskott, lateralt i radius distala ända. Frakturer som drabbar processus styloideus radii heter "Chauffeur's fracture". Den skada som då skett är att Scaphoideum har klämts emot processus styloideus radii. Skadans namn kommer från de chaufförer som drabbades när rekylen på motorn på äldre bilar fick återrekyl .
På strålbenets baksida (dorsalsidan) finns ett utskott som kallas Listers tuberkel, tummens långa sträcksena passerar på dess ulnara sida och svänger sen 45° och fäster in på tummens distala falang.